# Solvan Naim
Solvan «Slick» Naim es un director de cine, guionista, actor y cantante estadounidense de ascendencia argelina, reconocido por dirigir y protagonizar la película de 2013 Full Circle y la serie web para Netflix, It's Bruno!

## Carrera
Naim nació y creció en la ciudad de Nueva York. En 2013 dirigió, protagonizó y produjo su primer largometraje, Full Circle, ganando dos premios en el Festival Internacional de cine de Nueva York y el premio del público en el Festival Urbanworld.
Su cortometraje Stanhope fue uno de los cinco cortos seleccionados por la cadena HBO en su competencia de cortometrajes de 2015, obteniendo el premio mayor en la competición. El corto brilló en otros festivales, incluyendo el Festival de Cortometrajes NBC Universal, recibiendo los premios de mejor director y audiencia.
En 2019 creó, dirigió y protagonizó la serie de televisión It's Bruno!, en la que junto a su perro puggle recorre las calles de Bushwick, Brooklyn enfrentando diversas situaciones con sus vecinos. La serie vio su estreno en Netflix el 17 de mayo de 2019 y fue blanco de elogios por parte de la crítica. Adicionalmente ha dirigido episodios de reconocidas series de televisión de su país como Blindspot, Snowfall, Tell Me a Story, The Blacklist, Power y Animal Kingdom.
El 16 de mayo de 2019, la revista Variety informó que Naim se encontraba trabajando en un musical versión hip hop de la historia de amor clásica de William Shakespeare, Romeo y Julieta. La historia seguiría a una joven camarera de las calles de Brooklyn y a un aspirante a músico de una familia rica cuyo romance poco convencional les obliga a enfrentarse a sus elecciones de vida.

## Filmografía

### Como director
- 2010 - I Love You So (Cortometraje)
- 2013 - Full Circle
- 2015 - It's Bruno (Cortometraje)
- 2015 - Stanhope (Cortometraje)
- 2016 - A Sick Rose (Cortometraje)
- 2016 - Honorable Mike (Cortometraje)
- 2016 - Ticket Cop (Cortometraje)
- 2016 - The D (Telefilme)
- 2017 - Aw Man (Cortometraje)
- 2017 - Blindspot (Serie de televisión) (1 episodio)
- 2017-2018 - Snowfall (Serie de televisión) (2 episodios)
- 2018 - Tell Me a Story (Serie de televisión) (1 episodio)
- 2018 - The Blacklist (Serie de televisión) (2 episodios)
- 2018-2019 - Power (Serie de televisión) (2 episodios)
- 2019 - Animal Kingdom (Serie de televisión) (1 episodio)
- 2019 - It's Bruno! (Serie de televisión) (8 episodios)

### Como actor
- 2011 - 12 Steps to Recovery (Serie de televisión)
- 2013 - Full Circle
- 2014 - Taxi Brooklyn (Serie de televisión)
- 2015 - It's Bruno (Cortometraje)
- 2015 - Stanhope (Cortometraje)
- 2016 - Honorable Mike (Cortometraje)
- 2016 - Ticket Cop (Cortometraje)
- 2017 - Aw Man (Cortometraje)
- 2019 - It's Bruno! (Serie de televisión)